# عجوقة رخوة
عجوقة رخوة (الاسم العلمي:Ajuga flaccida) هي نوع نباتي يتبع جنس العجوقة من فصيلة الشفوية.